# Gertrude Sterroll
Gertrude Sterroll foi uma atriz de teatro e cinema britânica.

## Filmografia selecionada
- The Shadow Between (1920)
- Lorna Doone (1920)
- Dicky Monteith (1922)
- The Glorious Adventure (1922)
- The Wine of Life (1924)
- A Romance of Mayfair (1925)
- A Daughter in Revolt (1928)
- His Grace Gives Notice (1933)